# Bernd Sandrock
Bernd Sandrock (* 1. August 1955) war Fußballspieler, der für den 1. FC Magdeburg in der DDR-Oberliga, der höchsten ostdeutschen Fußballklasse, spielte. 
Im Alter von 20 Jahren wurde Sandrock zum ersten Mal in der 1. Mannschaft des 1. FC Magdeburg eingesetzt, es war das Achtelfinalspiel um den DDR-Fußballpokal am 22. November 1975 bei Energie Cottbus (3:0 für Magdeburg). Seinen ersten Einsatz in der Oberliga hatte er bereits drei Wochen später am 12. Spieltag der Saison 1975/76, als er im Punktspiel 1. FCM – Hallescher FC (1:1) als rechter Verteidiger und Ersatz für den nicht einsatzbereiten Bodo Sommer volle 90 Minuten spielte. Sandrock behielt diese Position jeweils über die volle Spielzeit durchgehend bis zum 16. Spieltag inne und kam so in seiner ersten Oberligasaison auf fünf Punktspieleinsätze. In der Saison 1976/77 wurde Sandrock nur dreimal in der Oberliga eingesetzt, spielte zwischen dem 5. und 8. Spieltag zweimal 90 und einmal 13 Minuten. Allerdings kam er auch in den beiden Europapokalspielen gegen Dinamo Zagreb (2. Hauptrunde, 2:0, 2:2) zum Einsatz. Seine letzten vier Oberligaspiele bestritt Sandrock in der Saison 1977/78, darunter noch einmal drei 90-Minuten-Einsätze. Hinzu kam ein weiteres Europapokalspiel bei Odra Opole (2:1 für den FCM). Für die Saison 1978/79 wurde Sandrock in die Nachwuchsmannschaft zurückgestuft. 
Im Sommer 1979 verließ Sandrock den 1. FC Magdeburg und wechselte zusammen mit seinem Mannschaftskameraden Peter Kohde zum Zweitligisten Stahl Blankenburg, wo der ehemalige FCM-Spieler Jörg Ohm als Trainer wirkte. In Blankenburg spielte Sandrock zwei Jahre, danach ging er 1981 zur BSG Aktivist Gommern, die in der drittklassigen Bezirksliga Magdeburg spielte. Danach kehrte Sandrock nicht mehr in den höherklassigen Fußball zurück. 